# بودريدا (أنغلزي)
بودريدا (بالإنجليزية: Bodrida)‏ هي منطقة سكنية تقع في ويلز في أنغلزي.